# Adolf Stierlin
Adolf Stierlin (* 14. Oktober 1859 in Adenau; † 26. April 1930 in Münster) war ein deutscher Sänger der Stimmlage Bass, Komponist und Musikpädagoge. Er war der Vater des Komponisten und Pianisten Kuno Stierlin.

## Leben und Werk
Adolf Stierlin studierte Gesang an der Königlichen Musikakademie in Berlin unter anderem bei Felix Schmidt. Er wirkte bis 1897 als Opernbassist in verschiedenen deutschen Theatern. 1897 gründete er in Münster ein eigenes Musikinstitut, in dem unter anderem sein Sohn Kuno Stierlin studierte.
Adolf Stierlin schrieb die Opern Scapina (Münster, 1887) und Zamora (Halle, 1893), die Rheinsage Loreley, das Ballett Die sieben Todsünden und verschiedene Chöre.